# アラン・トゥーレーヌ

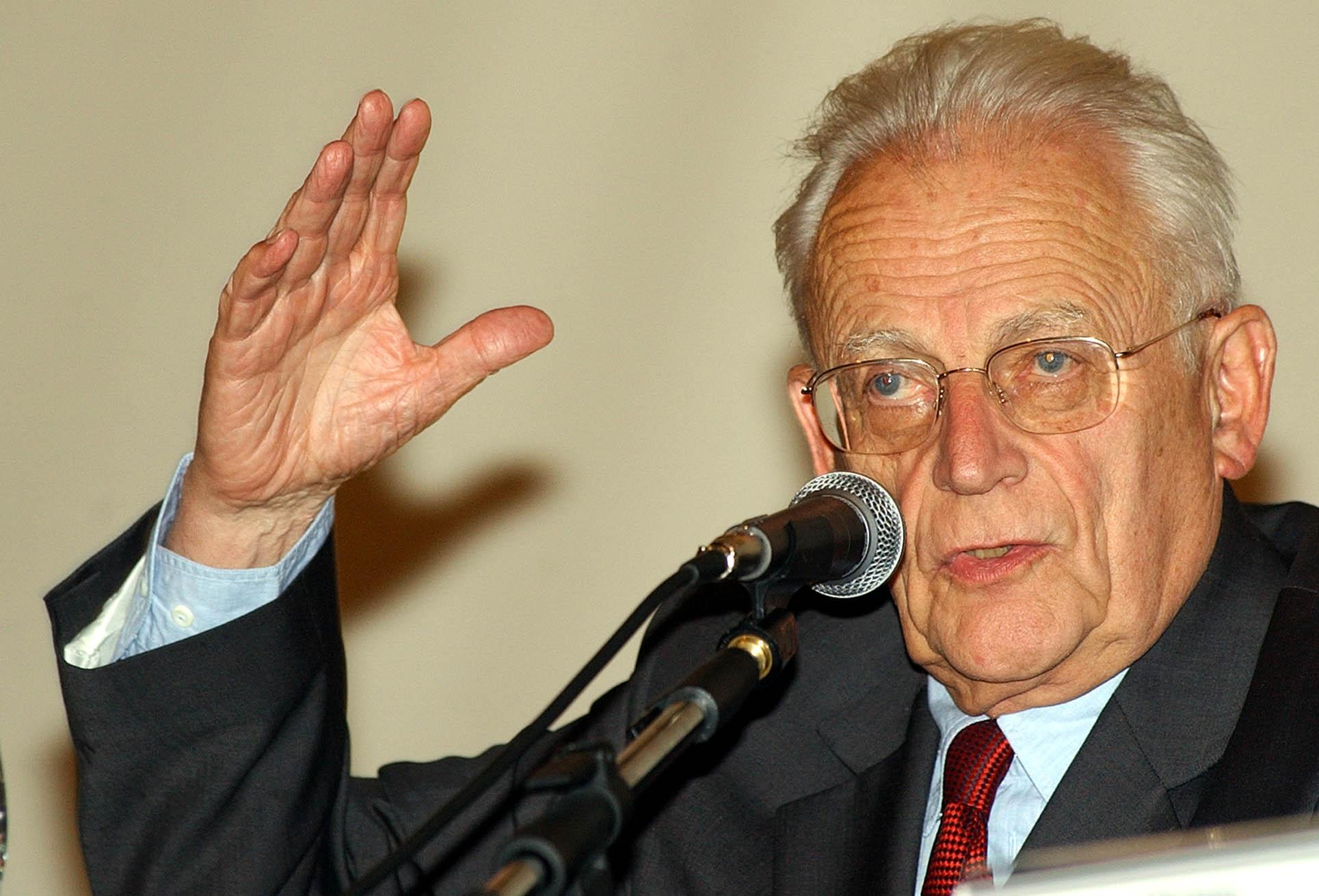
アラン・トゥレーヌ

アラン・トゥレーヌ（Alain Touraine, 1925年8月3日 - 2023年6月9日）は、現代フランスを代表する社会学者の一人。
社会科学高等研究院研究主任（教授相当）。「社会運動研究センター」や「社会学的介入分析センター」を創設する。フランス社会学会会長（1968年 - 1970年）や国際社会学会副会長（1974年 - 1978年）などを歴任する。「新しい社会運動」論や脱産業社会論（脱工業化社会）などで世界的に知られる。主要な理論的後継者としては、ミシェル・ヴィヴィオルカやフランソワ・デュベを中心に、「トゥレーヌ派」（Tourainian）と呼ばれる多くの社会学者がいる。1970年代にパーソンズとともに来日し、日本社会学大会で講演なども行っている。その後も複数回日本を訪れており、似田貝香門らのアプローチにも強い影響を与えている。

## 研究者以前
パリ高等師範学校で歴史学を学び、1950年に教授資格を獲得する（審査委員長はアンリ・ルフェーブル）。学生時代にハンガリー現地調査に派遣され、その後炭鉱労働にも従事した経験をもつ。
アナール学派に関わる社会学者G・フリードマンの影響を強く受け社会学へ。フリードマンの推薦で、1950年にフランス国立科学研究センター（CNRS）の研究助手（後に研究員：1958年まで）になる。それ以後のトゥレーヌの研究は、本人も認める通り大きく3つの時期に分けられる。

## 前期
前期（1950年から1968年）は、労働・産業社会学者としてルノー工場の調査や国際階層調査（1955年 - 1956年）を実施し、博士論文『行為（アクシオン）の社会学』（1965年）ではフランス構造主義、パーソンズ機能主義に対して行為主義（アクシオナリスム）の立場を提起した。この「行為の社会学」にはアンソニー・ギデンズも注目していた。産業社会における中心的な紛争／アクションを、実証的に分析することが前期の主目的であり、「社会運動」とは、産業組織に関わりつつ批判していく「コントロールの労働運動」を指していた。
1955年にチリ大学に招聘され、労働社会学研究センターを設立する。1956年（31歳）にチリ人女性と結婚する。1960年以降、社会科学高等研究院・研究主任（教授相当）。1966年から1969年までパリ大学ナンテール校教授併任。

## 中期
中期（1968年から1984年）は、政治社会学・社会運動論を展開する。1960年代から1970年代前半は5月革命の分析、脱産業社会論の提唱、「社会運動研究センター」（マニュエル・カステルやダニエル・ベルトーなどが所属）の立ち上げなどに取り組む。機能主義・構造主義に加えて、ヘルベルト・マルクーゼやユルゲン・ハーバマスらの批判理論、ルイ・アルチュセールらの理論を「支配の社会学」と呼び、また合理的選択論や政治過程論を「意思決定の社会学」と呼んで、それらとは異なるものとして「行為の社会学」を位置付け直している。そして、理論的な集大成として『社会の自己生産』（1973年）を著した。
その後、1976年から1984年まで、脱産業社会の中心となる新たな「社会運動」が現れるという仮説に基づいて、大規模な社会運動調査を開始する（『声とまなざし』1976年）。「社会学的介入」という特殊なグループ法・対話法を駆使し、情報・知識をめぐる紛争が脱産業社会の中心になるという見方から、まず学生運動と反原子力運動に焦点を当て、次にフェミニズム運動、地域主義運動、そしてポーランド独立自主管理労働組合「連帯」、労働組合などの調査をつぎつぎに実施していった。その過程で、1981年には新たに「社会学的介入分析センター」を創設している。しかし調査の結果、仮説はほとんどの場合否定されるに終わった。1969年と1972年に来日し、学生運動とプログラム化社会論について講演・報告している。

## 後期
後期（1984年から現在）は、前期の産業社会論と中期の脱産業社会論の土台にあったモダニティ論、及びジャン＝ポール・サルトルの強い影響下にあった強い「主体」のイメージを、根本的に問い直す。グローバル化による経済の突出と反作用としての共同体主義の盛り上がりのなかで、「社会」はもはや解体しており、その社会全体のありようをめぐる「社会運動」というものも形成し難い。代わって、新しい文化的モデル候補を担う集団（中期に調査を行なった地域主義運動や女性運動、サパティスタなどの先住民運動、LGBTなどさまざまなマイノリティの支援NPOやアソシエーションを含む）に焦点を当て、「文化運動」の観点から分析をおこなっている。またリベラリズムに対して、「2.5の道」（第三の道と社会民主主義の間）を提起しており、これらの議論は英語圏でも取り上げられ、幅広く論じられるようになっている。2008年3月に来日し、京都大学他で、後期の理論に関する講演を行なっている。
2023年6月9日にパリで死去した。97歳没。

## トゥレーヌ派
M・ヴィヴィオルカ（2006年度から2010年度ISA会長）とF・デュベを筆頭に、K・マクドナルド、A・ファッロ、Y・ル・ボ（サパティスタ研究）、G・プレイヤーなど、「社会学的分析介入センター」(CADIS）に属する社会学者や、国際社会学会（ISA）の研究委員会47（社会階級・社会運動）の中核メンバーがトゥレーヌの理論・方法論を踏襲している。

## その他
政治的には中道左派の立場を取り、フランス社会党のブレーンともなっている。娘のマリソル・トゥーレーヌは社会党・左翼連合所属の国会議員でエロー内閣の閣僚、息子フィリップは内分泌学の教授である。

## 著書
- 1955年 : L'évolution du travail aux usines Renault
- 1961年 : Ouvriers d'origine agricole (O.Ragazziと共著)
- 1965年 : Sociologie de l’action(博士論文)
- 1966年 : La conscience ouvrière（博士審査 第2論文）
- 1968年 : Le mouvement de mai ou le communisme utopique
- 1969年 : La Société post-industrielle. Naissance d'une société
- 1972年 : Université et société aux Etats-Unis
- 1973年 : Production de la société
- 1973年 : Vie et mort du Chili populaire
- 1974年 : Pour la sociologie
- 1974年 : La société invisible
- 1974年 : Lettre à une étudiante
- 1976年 : Les sociétés dépendant: esessais sur l'Amérique Latine
- 1977年 : Un désir d'Histoire
- 1978年 : Lutte étudiante
- 1979年 : Mort d'une gauche
- 1980年 : La Prophétie antinucléaire (F.Dubet, Z.Hedegus, M.Wieviorkaらとの共著)
- 1980年 : L'après-socialisme
- 1981年 : Le pays contre l'Etat (F.Dubet, Z.Hegedus, M.Wieviorkaらとの共著)
- 1982年 : Solidarité (F.Dubet, J.Strzelecki, M.Wieviorkaらとの共著)
- 1984年 : Le Mouvement ouvrier (M.Wieviorka et F.Dubetらとの共著)
- 1984年 : Le Retour de l’acteur
- 1987年 : Actores sociales y sistemas politicos en America latina
- 1988年 : La parole et le sang
- 1992年 : Critique de la modernité
- 1993年 : La voix et le regard: sociologie des mouvements sociaux
- 1994年 : Qu’est-ce que la démocratie ?
- 1995年 : Lettre à Lionel, Michel, Jacques, Martine, Bernard, Dominique... et vous
- 1996年 : Le Grand Refus. Réflexions sur la grève de décembre 1995 (F.Dubet, F.Khosrokhavar, D.Lapeyronnie, M.Wieviorkaらとの共著)
- 1997年 : Pourrons-nous vivre ensemble ? Égaux et différents
- 1997年 : Eguaglianza e diversità
- 1998年 : Sociologia
- 1999年 : Comment sortir du libéralisme ?
- 2000年 : La recherche de soi. Dialogue sur le sujet (F.Khosrokhavarとの共著)
- 2004年 : Un débat sur la laïcité (A.Renautとの共著)
- 2005年 : Un nouveau paradigme. Pour comprendre le monde d’aujourd'hui
- 2006年 : Le Monde des femmes
- 2007年 : Penser autrement
- 2008年 : Si la gauche veut des idées (セゴレーヌ・ロワイヤルとの共著)

### 監修書
- 1961年 : La Civilisation industrielle in Histoire générale du travail
- 1965年 : Les travailleurs et les changements techniques
- 1982年 : Mouvements sociaux d'aujourd'hui. Acteurs et analystes

### 日本語訳
- 『現代の社会闘争―五月革命の社会学的展望』（日本評論社, 1970年）
- 『脱工業化の社会』（河出書房新社, 1970年）
- 『行動の社会学』（合同出版, 1974年）
- 『人民チリの崩壊―1973年7-9月間の社会学的日記』（筑摩書房, 1975年）
- 『端境期の思索―或る女子学生への手紙』（筑摩書房, 1977年）
- 『社会学へのイマージュ―社会システムと階級闘争の理論』（新泉社, 1978年）
- 『歴史への希望―現代フランスの知的状況から』（新曜社, 1979年）
- 『ポスト社会主義』（新泉社, 1982年）
- 『声とまなざし―社会運動の社会学』（新泉社, 1983年）
- 『断裂社会―第三世界の新しい民衆運動』（新評論, 1989年）
- 『現代国家と地域闘争―フランスとオクシタニー』（共著、新泉社, 1984年）
- 『反原子力運動の社会学―未来を予言する人々』（共著、新泉社, 1984年）
- 『新装 声とまなざし―社会運動の社会学』（新泉社, 2011年）